# IIHF Continental Cup 2003/04
Der IIHF Continental Cup 2003/04 war die siebte Austragung des von der Internationalen Eishockey-Föderation IIHF ausgetragenen Wettbewerbs. Die Finalrunde, das sogenannte Super Final, wurde im Januar 2004 im belarussischen Homel ausgetragen.
Vier Finalteilnehmer waren gesetzt. Die zwei weiteren Teilnehmer am Super Final wurden in drei Qualifikationsrunden ermittelt.

## Teilnehmer
Insgesamt nahmen 39 Mannschaften aus 25 Nationen teil.
- EHC Black Wings Linz
- HK Keramin Minsk
- HK Homel
- Phantoms Deurne
- HK Slawia Sofia
- HK Lewski Sofia
- KHL Zagreb
- KHL Medveščak Zagreb
- Odense IK
- Herning IK
- Jukurit Mikkeli
- Gothiques d’Amiens
- Dragons de Rouen
- Dunaferr SE Dunaújváros
- Alba Volán Székesfehérvár
- HC Ma’alot
- HC Milano Vipers
- HC Asiago Hockey
- Kasachmys Karaganda
- Kaszink-Torpedo Ust-Kamenogorsk
- HK Riga 2000
- HK Liepājas Metalurgs
- SC Energija Elektrėnai
- Boretti Tigers Amsterdam
- Vålerenga IF Oslo
- Stoczniowiec Gdańsk
- Dwory S.S.A. Unia Oświęcim
- SC Miercurea Ciuc
- Steaua Bukarest
- Sewerstal Tscherepowez
- HK Vojvodina Novi Sad
- HKm Zvolen
- HC Slovan Bratislava
- HK Slavija Ljubljana
- HDD Olimpija Ljubljana
- Club Hielo Jaca
- FC Barcelona HG
- HC Lugano
- HK Sokol Kiew

## Erste Runde
Die Partien der ersten Qualifikationsrunde wurden vom 26. bis 28. September 2003 an fünf Spielorten ausgetragen.

### Gruppe A
Die Spiele der Gruppe A wurden im serbischen Novi Sad ausgetragen. Der KHL Zagreb setzte sich mit drei Siegen durch und erreichte damit die zweite Runde.
| 26. September 2003 | SC Miercurea Ciuc     | 2:3 (2:0, 0:1, 0:2)  | KHL Zagreb        | Ledena dvorana SPENS, Novi Sad Zuschauer: |
| 26. September 2003 | HK Vojvodina Novi Sad | 5:1 (-:-, -:-, -:-)  | HK Slawia Sofia   | Ledena dvorana SPENS, Novi Sad Zuschauer: |
| 27. September 2003 | HK Slawia Sofia       | 0:17 (0:4, 0:7, 0:6) | SC Miercurea Ciuc | Ledena dvorana SPENS, Novi Sad Zuschauer: |
| 27. September 2003 | HK Vojvodina Novi Sad | 4:8 (0:2, 3:4, 1:2)  | KHL Zagreb        | Ledena dvorana SPENS, Novi Sad Zuschauer: |
| 28. September 2003 | KHL Zagreb            | 13:2 (-:-, -:-, -:-) | HK Slawia Sofia   | Ledena dvorana SPENS, Novi Sad Zuschauer: |
| 28. September 2003 | HK Vojvodina Novi Sad | 2:4 (-:-, -:-, -:-)  | SC Miercurea Ciuc | Ledena dvorana SPENS, Novi Sad Zuschauer: |

| Pl. |                       | Sp | S | U | N | Tore  | Punkte |
| 1.  | KHL Zagreb            | 3  | 3 | 0 | 0 | 24:08 | 6:0    |
| 2.  | SC Miercurea Ciuc     | 3  | 2 | 0 | 1 | 23:05 | 4:2    |
| 3.  | HK Vojvodina Novi Sad | 3  | 1 | 0 | 2 | 11:13 | 2:4    |
| 4.  | HK Slawia Sofia       | 3  | 0 | 0 | 3 | 03:35 | 0:6    |

### Gruppe B
Die Spiele der Gruppe B wurden im französischen Amiens ausgetragen. Die Gothiques d’Amiens qualifizierten sich mit drei Siegen für die zweite Runde.
| 26. September 2003 16:00 Uhr | Odense IK            | 3:1 (2:0, 1:0, 0:1)  | HK Slavija Ljubljana | Coliséum, Amiens Zuschauer: |
| 26. September 2003 20:00 Uhr | Gothiques d’Amiens   | 12:4 (4:2, 2:2, 6:0) | Steaua Bukarest      | Coliséum, Amiens Zuschauer: |
| 27. September 2003 16:00 Uhr | Odense IK            | 7:0 (2:0, 3:0, 2:0)  | Steaua Bukarest      | Coliséum, Amiens Zuschauer: |
| 27. September 2003 20:00 Uhr | Gothiques d’Amiens   | 6:0 (1:0, 2:0, 3:0)  | HK Slavija Ljubljana | Coliséum, Amiens Zuschauer: |
| 28. September 2003 16:00 Uhr | HK Slavija Ljubljana | 2:4 (0:0, 2:2, 0:2)  | Steaua Bukarest      | Coliséum, Amiens Zuschauer: |
| 28. September 2003 20:00 Uhr | Gothiques d’Amiens   | 5:4 (2:2, 2:1, 1:1)  | Odense IK            | Coliséum, Amiens Zuschauer: |

| Pl. |                      | Sp | S | U | N | Tore  | Punkte |
| 1.  | Gothiques d’Amiens   | 3  | 3 | 0 | 0 | 23:08 | 6:0    |
| 2.  | Odense IK            | 3  | 2 | 0 | 1 | 14:06 | 4:2    |
| 3.  | Steaua Bukarest      | 3  | 1 | 0 | 2 | 08:21 | 2:4    |
| 4.  | HK Slavija Ljubljana | 3  | 0 | 0 | 3 | 03:13 | 0:6    |

### Gruppe C
Die Spiele der Gruppe C wurden im spanischen Barcelona ausgetragen. Die Boretti Tigers Amsterdam erreichten drei klare Siege gegen ihre Konkurrenten und qualifizierten sich damit für die zweite Runde des Wettbewerbs.
| 26. September 2003 | Club Hielo Jaca          | 5:16 (1:5, 3:6, 1:5) | Boretti Tigers Amsterdam | Palau de Gel, Barcelona Zuschauer: |
| 26. September 2003 | FC Barcelona HG          | 4:4 (-:-, -:-, -:-)  | Phantoms Deurne          | Palau de Gel, Barcelona Zuschauer: |
| 27. September 2003 | Boretti Tigers Amsterdam | 14:0 (5:0, 4:0, 5:0) | Phantoms Deurne          | Palau de Gel, Barcelona Zuschauer: |
| 27. September 2003 | FC Barcelona HG          | 3:5 (-:-, -:-, -:-)  | Club Hielo Jaca          | Palau de Gel, Barcelona Zuschauer: |
| 28. September 2003 | Phantoms Deurne          | 8:3 (-:-, -:-, -:-)  | Club Hielo Jaca          | Palau de Gel, Barcelona Zuschauer: |
| 28. September 2003 | Boretti Tigers Amsterdam | 23:2 (-:-, -:-, -:-) | FC Barcelona HG          | Palau de Gel, Barcelona Zuschauer: |

| Pl. |                          | Sp | S | U | N | Tore  | Punkte |
| 1.  | Boretti Tigers Amsterdam | 3  | 3 | 0 | 0 | 53:07 | 6:0    |
| 2.  | Phantoms Deurne          | 3  | 1 | 1 | 1 | 12:21 | 3:3    |
| 3.  | Club Hielo Jaca          | 3  | 1 | 0 | 2 | 13:27 | 2:4    |
| 4.  | FC Barcelona HG          | 3  | 0 | 1 | 2 | 09:32 | 1:5    |

### Gruppe D
Die Spiele der Gruppe D wurden im kroatischen Zagreb ausgetragen. Dunaferr SE Dunaújváros aus Ungarn ging mit drei Siegen aus diesem Turnier hervor und erreichte damit die zweite Qualifikationsrunde.
| 26. September 2003 | Dunaferr SE Dunaújváros | 8:0 (3:0, 3:0, 2:0)    | HK Lewski Sofia         | Dom športova, Zagreb Zuschauer: |
| 26. September 2003 | KHL Medveščak Zagreb    | 23:0 (7:0, 5:0, 11:0)  | HC Ma’alot              | Dom športova, Zagreb Zuschauer: |
| 27. September 2003 | HC Ma’alot              | 1:25 (0:4, 0:10, 1:11) | Dunaferr SE Dunaújváros | Dom športova, Zagreb Zuschauer: |
| 27. September 2003 | KHL Medveščak Zagreb    | 9:0 (-:-, -:-, -:-)    | HK Lewski Sofia         | Dom športova, Zagreb Zuschauer: |
| 28. September 2003 | HK Lewski Sofia         | 6:3 (-:-, -:-, -:-)    | HC Ma’alot              | Dom športova, Zagreb Zuschauer: |
| 28. September 2003 | KHL Medveščak Zagreb    | 1:4 (0:0, 1:3, 0:1)    | Dunaferr SE Dunaújváros | Dom športova, Zagreb Zuschauer: |

| Pl. |                         | Sp | S | U | N | Tore  | Punkte |
| 1.  | Dunaferr SE Dunaújváros | 3  | 3 | 0 | 0 | 37:02 | 6:0    |
| 2.  | KHL Medveščak Zagreb    | 3  | 2 | 0 | 1 | 33:04 | 4:2    |
| 3.  | HK Lewski Sofia         | 3  | 1 | 0 | 2 | 06:20 | 2:4    |
| 4.  | HC Ma’alot              | 3  | 0 | 0 | 3 | 04:54 | 0:6    |

### Gruppe E
Die Spiele der Gruppe E wurden im lettischen Riga ausgetragen. Spielstätte war die 1.000 Zuschauer fassende Siemens ledus halle. Dabei setzte sich der gastgebende HK Riga 2000 mit zwei Siegen und einem Unentschieden durch und erreichte die zweite Runde.
| 26. September 2003 | Stoczniowiec Gdańsk    | 0:0 (0:0, 0:0, 0:0)  | Kasachmys Karaganda    | Siemens ledus halle, Riga |
| 26. September 2003 | HK Riga 2000           | 13:3 (4:1, 5:1, 4:1) | SC Energija Elektrėnai | Siemens ledus halle, Riga |
| 27. September 2003 | Kasachmys Karaganda    | 3:1 (-:-, -:-, -:-)  | SC Energija Elektrėnai | Siemens ledus halle, Riga |
| 27. September 2003 | HK Riga 2000           | 7:3 (2:3, 3:0, 2:0)  | Stoczniowiec Gdańsk    | Siemens ledus halle, Riga |
| 28. September 2003 | SC Energija Elektrėnai | 3:5 (-:-, -:-, -:-)  | Stoczniowiec Gdańsk    | Siemens ledus halle, Riga |
| 28. September 2003 | HK Riga 2000           | 2:2 (0:0, 1:1, 1:1)  | Kasachmys Karaganda    | Siemens ledus halle, Riga |

| Pl. |                        | Sp | S | U | N | Tore  | Punkte |
| 1.  | HK Riga 2000           | 3  | 2 | 1 | 0 | 22:08 | 5:1    |
| 2.  | Kasachmys Karaganda    | 3  | 1 | 2 | 0 | 05:03 | 4:2    |
| 3.  | Stoczniowiec Gdańsk    | 3  | 1 | 1 | 1 | 08:10 | 3:3    |
| 4.  | SC Energija Elektrėnai | 3  | 0 | 0 | 3 | 07:21 | 0:6    |

## Zweite Runde
Die Partien der zweiten Runde wurden zwischen dem 17. und 19. Oktober 2003 an vier Spielorten ausgetragen.

### Gruppe F
Das Turnier der Gruppe F wurde im polnischen Oświęcim ausgetragen. Als Spielstätte diente die Hala Lodowa Oświęcim. Die Spiele von KHL Zagreb wurden annulliert, da dem Kader nicht genügend Spieler angehörten. Der gastgebende Club, Dwory S.S.A. Unia Oświęcim, erreichte ein Sieg und ein Unentschieden und qualifizierte sich damit für das Halbfinale.
| 17. Oktober 2003 13:30 Uhr | HC Milano Vipers           | 2:4 (1:0, 1:1, 0:3)   | HK Liepājas Metalurgs | Hala Lodowa, Oświęcim Zuschauer:       |
| 17. Oktober 2003 17:00 Uhr | Dwory S.S.A. Unia Oświęcim | 13:1* (2:0, 6:0, 5:1) | KHL Zagreb            | Hala Lodowa, Oświęcim Zuschauer:       |
| 18. Oktober 2003 13:30 Uhr | KHL Zagreb                 | 2:6* (1:1, 1:1, 0:4)  | HC Milano Vipers      | Hala Lodowa, Oświęcim Zuschauer:       |
| 18. Oktober 2003 17:00 Uhr | Dwory S.S.A. Unia Oświęcim | 5:2 (0:0, 1:0, 4:2)   | HK Liepājas Metalurgs | Hala Lodowa, Oświęcim Zuschauer: 1.500 |
| 19. Oktober 2003 13:30 Uhr | HK Liepājas Metalurgs      | 21:4* (6:1, 7:3, 8:0) | KHL Zagreb            | Hala Lodowa, Oświęcim Zuschauer:       |
| 19. Oktober 2003 17:00 Uhr | Dwory S.S.A. Unia Oświęcim | 3:3 (1:2, 1:0, 1:1)   | HC Milano Vipers      | Hala Lodowa, Oświęcim Zuschauer:       |

| Pl. |                            | Sp | S | U | N | Tore  | Punkte |
| 1.  | Dwory S.S.A. Unia Oświęcim | 2  | 1 | 1 | 0 | 08:05 | 3:1    |
| 2.  | HK Liepājas Metalurgs      | 2  | 1 | 0 | 1 | 06:07 | 2:2    |
| 3.  | HC Milano Vipers           | 2  | 0 | 1 | 1 | 05:07 | 1:3    |
| 4.  | KHL Zagreb                 | –  | – | – | – | 0–:0– | –:–    |

### Gruppe G
Die Spiele der Gruppe G wurden im Patinoire L'île Lacroix im französischen Rouen ausgetragen. Dabei setzten sich die gastgebenden Dragons de Rouen mit zwei Siegen und einem Unentschieden durch und erreichten das Halbfinale des Wettbewerbs.
| 17. Oktober 2003 16:30 Uhr | Gothiques d’Amiens       | 3:2 (2:1, 0:0, 1:1) | HC Asiago Hockey         | Patinoire L'île Lacroix, Rouen Zuschauer: 1.000 |
| 17. Oktober 2003 20:00 Uhr | Dragons de Rouen         | 0:0 (0:0, 0:0, 0:0) | Boretti Tigers Amsterdam | Patinoire L'île Lacroix, Rouen Zuschauer: 2.200 |
| 18. Oktober 2003 16:30 Uhr | HC Asiago Hockey         | 0:6 (0:1, 0:1, 0:4) | Boretti Tigers Amsterdam | Patinoire L'île Lacroix, Rouen Zuschauer: 1.000 |
| 18. Oktober 2003 20:00 Uhr | Dragons de Rouen         | 4:2 (1:1, 2:0, 1:1) | Gothiques d’Amiens       | Patinoire L'île Lacroix, Rouen Zuschauer: 2.500 |
| 19. Oktober 2003 16:00 Uhr | Boretti Tigers Amsterdam | 2:3 (1:1, 1:2, 0:0) | Gothiques d’Amiens       | Patinoire L'île Lacroix, Rouen Zuschauer: 1.000 |
| 19. Oktober 2003 18:00 Uhr | Dragons de Rouen         | 4:0 (2:0, 1:0, 1:0) | HC Asiago Hockey         | Patinoire L'île Lacroix, Rouen Zuschauer: 2.500 |

| Pl. |                          | Sp | S | U | N | Tore  | Punkte |
| 1.  | Dragons de Rouen         | 3  | 2 | 1 | 0 | 08:02 | 5:1    |
| 2.  | Gothiques d’Amiens       | 3  | 2 | 0 | 1 | 08:08 | 4:2    |
| 3.  | Boretti Tigers Amsterdam | 3  | 1 | 1 | 1 | 08:03 | 3:3    |
| 4.  | HC Asiago Hockey         | 3  | 0 | 0 | 3 | 02:13 | 0:6    |

### Gruppe H
Das Turnier der Gruppe H wurde im ungarischen Székesfehérvár ausgespielt. Als Spielstätte diente die Eishalle Székesfehérvár. Nach jeweils drei Turnierspielen wiesen sowohl Kaszink-Torpedo Ust-Kamenogorsk als auch der gastgebende Alba Volán Székesfehérvár je zwei Siege und ein Unentschieden auf. Da das direkte Duell der beiden Teams unentschieden geendet hatte, entschied die bessere Tordifferenz zugunsten von Kaszink-Torpedo Ust-Kamenogorsk, das sich damit für das Halbfinale qualifizierte.
| 17. Oktober 2003 | HDD Olimpija Ljubljana          | 1:6 (0:0, 1:3, 0:3) | Kaszink-Torpedo Ust-Kamenogorsk | Eishalle, Székesfehérvár Zuschauer: |
| 17. Oktober 2003 | Alba Volán Székesfehérvár       | 5:1 (3:0, 1:0, 1:1) | Dunaferr SE Dunaújváros         | Eishalle, Székesfehérvár Zuschauer: |
| 18. Oktober 2003 | Dunaferr SE Dunaújváros         | 1:1 (1:0, 0:0, 0:1) | HDD Olimpija Ljubljana          | Eishalle, Székesfehérvár Zuschauer: |
| 18. Oktober 2003 | Kaszink-Torpedo Ust-Kamenogorsk | 2:2 (0:0, 2:2, 0:0) | Alba Volán Székesfehérvár       | Eishalle, Székesfehérvár Zuschauer: |
| 19. Oktober 2003 | Alba Volán Székesfehérvár       | 2:0 (0:0, 1:0, 1:0) | HDD Olimpija Ljubljana          | Eishalle, Székesfehérvár Zuschauer: |
| 19. Oktober 2003 | Kaszink-Torpedo Ust-Kamenogorsk | 5:4 (3:1, 1:3, 1:0) | Dunaferr SE Dunaújváros         | Eishalle, Székesfehérvár Zuschauer: |

| Pl. |                                 | Sp | S | U | N | Tore  | Punkte |
| 1.  | Kaszink-Torpedo Ust-Kamenogorsk | 3  | 2 | 1 | 0 | 13:07 | 5:1    |
| 2.  | Alba Volán Székesfehérvár       | 3  | 2 | 1 | 0 | 09:03 | 5:1    |
| 3.  | Dunaferr SE Dunaújváros         | 3  | 0 | 1 | 2 | 04:11 | 1:5    |
| 4.  | HDD Olimpija Ljubljana          | 3  | 0 | 1 | 2 | 02:09 | 1:5    |

### Gruppe I
Das Turnier der Gruppe I wurde im slowakischen Zvolen ausgetragen. Dabei wurden alle Spiele im Zimný štadión Zvolen gespielt. Das Turnier gewann der finnische Zweitligist Jukurit Mikkeli mit zwei Siegen und einem Unentschieden. Damit zog Jukurit in das Halbfinale des Wettbewerbs ein.
| 17. Oktober 2003 | Jukurit Mikkeli | 2:1 (0:0, 2:0, 0:1) | HK Sokol Kiew   | Zimný štadión, Zvolen Zuschauer: |
| 17. Oktober 2003 | HKm Zvolen      | 0:2 (1:0, 0:0, 1:0) | HK Riga 2000    | Zimný štadión, Zvolen Zuschauer: |
| 18. Oktober 2003 | HK Riga 2000    | 1:1 (0:0, 1:1, 0:0) | Jukurit Mikkeli | Zimný štadión, Zvolen Zuschauer: |
| 18. Oktober 2003 | HKm Zvolen      | 0:4 (0:1, 0:1, 0:2) | HK Sokol Kiew   | Zimný štadión, Zvolen Zuschauer: |
| 19. Oktober 2003 | HK Sokol Kiew   | 7:2 (3:0, 3:0, 1:2) | HK Riga 2000    | Zimný štadión, Zvolen Zuschauer: |
| 19. Oktober 2003 | HKm Zvolen      | 0:5 (0:2, 0:2, 0:1) | Jukurit Mikkeli | Zimný štadión, Zvolen Zuschauer: |

| Pl. |                 | Sp | S | U | N | Tore  | Punkte |
| 1.  | Jukurit Mikkeli | 3  | 2 | 1 | 0 | 08:02 | 5:1    |
| 2.  | HK Sokol Kiew   | 3  | 2 | 0 | 1 | 12:04 | 4:2    |
| 3.  | HKm Zvolen      | 3  | 1 | 0 | 2 | 02:09 | 2:4    |
| 4.  | HK Riga 2000    | 3  | 0 | 1 | 2 | 03:10 | 1:5    |

## Halbfinale
Die Spiele der beiden Halbfinal-Turniere wurden vom 21. bis 23. November 2003 ausgetragen.

### Gruppe J
Die Partien der Gruppe J wurden vom 21. bis 23. November 2003 im dänischen Herning ausgetragen. Im entscheidenden Spiel um den Gruppensieg setzten sich die Dragons de Rouen mit 7:3 gegen Dwory S.S.A. Unia Oświęcim durch und qualifizierten sich damit für das Super Final.
| 21. November 2003 13:00 Uhr | Vålerenga IF Oslo          | 1:1 (0:0, 0:0, 1:1) | Dwory S.S.A. Unia Oświęcim | Herning Isstadion, Herning Zuschauer: 150   |
| 21. November 2003 17:00 Uhr | Herning IK                 | 4:1 (1:0, 2:1, 1:0) | Dragons de Rouen           | Herning Isstadion, Herning Zuschauer: 1.200 |
| 22. November 2003 13:00 Uhr | Dragons de Rouen           | 6:1 (1:1, 5:0, 0:0) | Vålerenga IF Oslo          | Herning Isstadion, Herning Zuschauer: 200   |
| 22. November 2003 17:00 Uhr | Herning IK                 | 1:3 (0:1, 1:1, 0:1) | Dwory S.S.A. Unia Oświęcim | Herning Isstadion, Herning Zuschauer: 1.200 |
| 23. November 2003 13:00 Uhr | Dwory S.S.A. Unia Oświęcim | 3:7 (0:1, 1:3, 2:3) | Dragons de Rouen           | Herning Isstadion, Herning Zuschauer: 150   |
| 23. November 2003 17:00 Uhr | Herning IK                 | 1:3 (0:1, 1:0, 0:2) | Vålerenga IF Oslo          | Herning Isstadion, Herning Zuschauer: 1.200 |

| Pl. |                            | Sp | S | U | N | Tore  | Punkte |
| 1.  | Dragons de Rouen           | 3  | 2 | 0 | 1 | 14:08 | 4:2    |
| 2.  | Dwory S.S.A. Unia Oświęcim | 3  | 1 | 1 | 1 | 07:09 | 3:3    |
| 3.  | Vålerenga IF Oslo          | 3  | 1 | 1 | 1 | 05:08 | 3:3    |
| 4.  | Herning IK                 | 3  | 1 | 0 | 2 | 06:07 | 2:4    |

### Gruppe K
Die Spiele der Gruppe K wurden vom 21. bis 23. November 2003 in der Linzer Eissporthalle ausgetragen. Im entscheidenden Spiel um den Gruppensieg setzte sich der HK Keramin Minsk mit 3:1 gegen die gastgebenden EHC Black Wings Linz durch und qualifizierte sich damit für das Super Final.
Insgesamt besuchten 7.100 Zuschauer die sechs Turnierspiele.
| 21. November 2003 16:00 Uhr | Jukurit Mikkeli                 | 1:4 (0:1, 1:1, 0:3) | HK Keramin Minsk                | Linzer Eissporthalle, Linz Zuschauer: 300   |
| 21. November 2003 19:30 Uhr | EHC Black Wings Linz            | 1:1 (0:0, 0:0, 1:1) | Kaszink-Torpedo Ust-Kamenogorsk | Linzer Eissporthalle, Linz Zuschauer: 1.600 |
| 22. November 2003 16:00 Uhr | EHC Black Wings Linz            | 3:2 (1:0, 1:1, 1:1) | Jukurit Mikkeli                 | Linzer Eissporthalle, Linz Zuschauer: 2.000 |
| 22. November 2003 19:30 Uhr | HK Keramin Minsk                | 1:1 (1:0, 0:1, 0:0) | Kaszink-Torpedo Ust-Kamenogorsk | Linzer Eissporthalle, Linz Zuschauer: 500   |
| 23. November 2003 11:00 Uhr | Kaszink-Torpedo Ust-Kamenogorsk | 7:3 (3:0, 2:3, 2:0) | Jukurit Mikkeli                 | Linzer Eissporthalle, Linz Zuschauer: 200   |
| 23. November 2003 15:00 Uhr | EHC Black Wings Linz            | 1:3 (0:1, 0:1, 1:1) | HK Keramin Minsk                | Linzer Eissporthalle, Linz Zuschauer: 2.500 |

| Pl. |                                 | Sp | S | U | N | Tore  | Punkte |
| 1.  | HK Keramin Minsk                | 3  | 2 | 1 | 0 | 08:03 | 5:1    |
| 2.  | Kaszink-Torpedo Ust-Kamenogorsk | 3  | 1 | 2 | 0 | 09:05 | 4:2    |
| 3.  | EHC Black Wings Linz            | 3  | 1 | 1 | 1 | 05:06 | 3:3    |
| 4.  | Jukurit Mikkeli                 | 3  | 0 | 0 | 3 | 06:14 | 0:6    |

## Super Final
Die Partien des Super Final wurden zwischen dem 8. und 11. Januar 2004 im belarussischen Homel ausgetragen. Für das Turnier waren neben der gastgebenden Mannschaft, dem HK Homel, der HC Lugano, Sewerstal Tscherepowez und der HC Slovan Bratislava gesetzt. Über die drei vorherigen Runden hatten sich zudem die Dragons de Rouen und der HK Keramin Minsk qualifiziert. Der Austragungsort war der Eispalast Homel, der 2.750 Zuschauer fasst und bei sämtlichen Partien der Vorrunde ausverkauft war.

### Gruppe M
| 8. Januar 2004 17:30 Uhr  | Dragons de Rouen | 2:6 (0:1, 2:1, 0:4) | HK Homel         | Eispalast, Homel Zuschauer: 2.750 |
| 9. Januar 2004 17:30 Uhr  | HC Lugano        | 7:1 (0:0, 5:0, 2:1) | Dragons de Rouen | Eispalast, Homel Zuschauer: 2.750 |
| 10. Januar 2004 17:30 Uhr | HK Homel         | 3:2 (0:1, 2:1, 1:0) | HC Lugano        | Eispalast, Homel Zuschauer: 2.750 |

| Pl. |                  | Sp | S | U | N | Tore  | Punkte |
| 1.  | HK Homel         | 2  | 2 | 0 | 0 | 09:04 | 4:2    |
| 2.  | HC Lugano        | 2  | 1 | 0 | 1 | 09:04 | 2:2    |
| 3.  | Dragons de Rouen | 2  | 0 | 0 | 2 | 03:13 | 0:4    |

### Gruppe N
| 8. Januar 2004 14:00 Uhr  | Keramin Minsk          | 2:3 (0:1, 1:0, 1:2) | HC Slovan Bratislava | Eispalast, Homel Zuschauer: 2.750 |
| 9. Januar 2004 14:00 Uhr  | Sewerstal Tscherepowez | 8:2 (3:2, 3:0, 2:0) | Keramin Minsk        | Eispalast, Homel Zuschauer: 2.750 |
| 10. Januar 2004 14:00 Uhr | Sewerstal Tscherepowez | 3:5 (2:1, 0:4, 1:0) | HC Slovan Bratislava | Eispalast, Homel Zuschauer: 2.750 |

| Pl. |                        | Sp | S | U | N | Tore  | Punkte |
| 1.  | HC Slovan Bratislava   | 2  | 2 | 0 | 0 | 08:05 | 4:2    |
| 2.  | Sewerstal Tscherepowez | 2  | 1 | 0 | 1 | 11:07 | 2:2    |
| 3.  | HK Keramin Minsk       | 2  | 0 | 0 | 2 | 04:11 | 0:4    |

### Platzierungsspiele
Das Spiel um den fünften Platz wurde klar durch den HK Keramin Minsk dominiert, der die Dragons de Rouen mit 5:0 besiegte. Enger war das Spiel um Platz drei: Schon nach 79 Sekunden erzielte Patrick Sutter das 1:0 für den HC Lugano. Danach folgten fast 60 Minuten ohne Tore, bevor in der 57. Spielminute Juri Trubatschow zum 1:1 für Sewerstal Tscherepowez ausglich. Damit ging das Spiel in die Verlängerung. In der 67. Spielminute konnte Ryan Gardner auf Zuspiel von Mike Maneluk das spielentscheidende 2:1 erzielen und damit dem HC Lugano den dritten Platz sichern.
Das Finale zwischen dem HK Homel und dem HC Slovan Bratislava wurde erst im dritten Drittel richtig spannend: Nach 41 Spielminuten führte Slovan durch Tore von Petr Pavlas, Slavomír Pavličko, Tibor Višňovský und René Školiak schon mit 5:0, ehe die belarussische Mannschaft durch zwei schnelle Tore auf 5:2 verkürzte. Der dritte Treffer von Petr Pavlas in der 48. Minute, der damit einen Hattrick erreichte, sicherte den Sieg für Bratislava und damit den Gewinn des IIHF Continental Cup. Als beste Spieler der Finalpartie wurden Slovans Torhüter Pavol Rybár und Wital Waluj vom HK Homel gewählt.
Spiel um Platz 5
| 11. Januar 2004 10:00 Uhr | HK Keramin Minsk A. Michaljou (12:57) J. Tschuprys (22:36) W. Jarmolau (31:24) A. Malaschkewitsch (43:34) A. Radsinski (59:07) | 5:0 (1:0, 2:0, 2:0) | Dragons de Rouen | Eispalast, Homel Zuschauer: 700 |

Spiel um Platz 3
| 11. Januar 2004 14:00 Uhr | Sewerstal Tscherepowez J. Trubatschew (56:50) | 1:2 n. V. (0:1, 0:0, 1:0, 0:1) | HC Lugano P. Sutter (1:19) R. Gardner (66:40) | Eispalast, Homel Zuschauer: 2.500 |

Finale
| 11. Januar 2004 17:30 Uhr | HK Homel W. Brysgalow (41:58) W. Waluj (43:52) | 2:6 (0:2, 0:2, 2:2) | HC Slovan Bratislava P. Pavlas (15:22) S. Pavličko (18:28) T. Višňovský (21:37) P. Pavlas (29:41) R. Školiak (40:33) P. Pavlas (47:52) | Eispalast, Homel Zuschauer: 2.750 |

### Abschlussplatzierungen
| Rang | Team                   |
| ---- | ---------------------- |
| 1.   | HC Slovan Bratislava   |
| 2.   | HK Homel               |
| 3.   | HC Lugano              |
| 4.   | Sewerstal Tscherepowez |
| 5.   | HK Keramin Minsk       |
| 6.   | Dragons de Rouen       |

### Siegermannschaft
| IIHF-Continental-Cup-Sieger HC Slovan Bratislava | Torhüter: Jozef Ondrejka, Pavol Rybár Verteidiger: Daniel Hančák, Rudolf Jendek, Michal Kokavec, Petr Pavlas, Tomáš Špila, Ján Tabaček, Vladimír Vlk Angreifer: Karol Biermann, Zdeno Cíger, Branislav Fábry, Juraj Halaj, Martin Hujsa, Branislav Jánoš, Martin Kuhla, Michal Macho, Slavomír Pavličko, René Školiak, Tibor Varga, Tibor Višňovský Cheftrainer: Ľubomír Pokovič |